# Powiat Żar nad Hronem
Powiat Żar nad Hronem (Okres Žiar nad Hronom) – słowacka jednostka podziału administracyjnego znajdująca się w kraju bańskobystrzyckim. Powiat Żar nad Hronem zamieszkiwany jest przez 48 053 obywateli (1 stycznia 2003) i zajmuje obszar 532 km². Średnia gęstość zaludnienia wynosi 90,33 osób na km².

## Stosunki etniczne
- Słowacy – 95,6%
- Romowie – 1,2%
- Czesi – 0,7%

### Stosunki wyznaniowe
- katolicy – 73,6%
- luteranie – 2,8%